# 17848 Mordechai
17848 Mordechai este o planetă minoră (asteroid), cu un diametru de 9,094 km, din centura de asteroizi. A fost descoperită pe 19 aprilie 1998 la Magdalena Ridge Observatory⁠(d) de Lincoln Near-Earth Asteroid Research. 
Obiectul prezintă o orbită caracterizată de o semiaxă mare de 3,0834189 UAi, o excentricitate de 0,15, o înclinație de 6,02256 ° în raport cu ecliptica.